# Abyarachryson signaticolle
Abyarachryson signaticolle är en skalbaggsart som först beskrevs av Blanchard 1851.  Abyarachryson signaticolle ingår i släktet Abyarachryson och familjen långhorningar. Inga underarter finns listade i Catalogue of Life.